# Ферестреу-Ойтуз
Ферестреу-Ойтуз (рум. Ferestrău-Oituz) — село у повіті Бакеу в Румунії. Входить до складу комуни Ойтуз.
Село розташоване на відстані 199 км на північ від Бухареста, 48 км на південний захід від Бакеу, 131 км на південний захід від Ясс, 141 км на північний захід від Галаца, 96 км на північний схід від Брашова.

## Населення
За даними перепису населення 2002 року у селі проживали 1088 осіб, з них 1086 осіб (99,8%) румунів. Рідною мовою 1086 осіб (99,8%) назвали румунську.